# Йорж Конон Петрович
Йорж (Єржов) Конон Петрович (1898, Челбаська — 1963, Алма-Ата) — кубанський козак, бандурист.

## Життєпис
Родом з станиці Челбаської на Кубані. Співак бандурист. Перша флейта в Кубанському козацькому симфонічному оркестрі. Мав бандуру роботи О. Корнієвського. Гастролював у Саратові, Казахстані. Працював в оркестрі Опери в Алма-Аті. Там і помер.
Фото Конона Єржова можна бачити на відомій світлині, де увічнені бандурний батько Микола Богуславський з кубанськими кобзарями (1916). Конон Єржов сидить ліворуч від Богуславського. https://upload.wikimedia.org/wikipedia/commons/b/b9/Kuban_1g.jpg